# Вилага
Вила̀га (на италиански и на венециански: Villaga) е село и община в Северна Италия, провинция Виченца, регион Венето. Разположено е на 45 m надморска височина. Населението на общината е 1914 души (към 2015 г.).